# Liste biblischer Personen/G
Diese Liste biblischer Personen führt Eigennamen von Personen auf, die in der Bibel vorkommen. Sie ist nach dem Alphabet auf mehrere Seiten aufgeteilt. Angegeben sind jene Bibelstellen, in denen die Person zuerst genannt wird. Namen von Orten, Bergen, Flüssen, Seen, Meeren, Inseln, Heiligtümern, Ländern, Völkern finden sich in der Liste geographischer und ethnographischer Bezeichnungen in der Bibel. 

## G
| Name (dt.) | Name (Urtext)                      | Bedeutung des Namens | Bibelstelle       | Person                                                                  |
| ---------- | ---------------------------------- | --- | ----------------- | ----------------------------------------------------------------------- |
| Gaal       | גַּעַל gaʿal                          | vllt. „Mistkäfer“ oder „[Gott] hat geschaffen“                                                                                    | Ri 9,26 u. ö.     | Sohn Ebeds                                                              |
| Gabaël     | Γαβαήλ Gabaēl                      | „erhaben ist Gott“ | Tob 1,1           | Vorfahr Tobits                                                          |
| Gabaël     | Γαβαήλ Gabaēl                      | „erhaben ist Gott“ | Tob 1,14 u. ö.    | Bruder Gabrijas, wohnt in Rages in Medien                               |
| Gabriel    | גַּבְרִיאֵל gaḇrîʾēl                    | „Mann Gottes“, „Starker Gottes“ oder „mein Mann ist Gott“, „mein Starker ist Gott“, „meine Stärke ist Gott“ oder „Gott ist stark“ | Dan 8,16 u. ö.    | Engel                                                                   |
| Gabrija    | Γαβρια Gabria                      | „Mann JHWHs“ | Tob 1,14 u. ö.    | Bruder Gabaëls                                                          |
| Gad        | גָּד gād                             | „Glück“ oder „[mein] Glück [ist Gott]“                                                                                            | Gen 30,11 u. ö.   | Gad, Sohn Jakobs und Silpas, einer Magd Leas                            |
| Gad        | גָּד gād                             | „Glück“ oder „[mein] Glück [ist Gott]“                                                                                            | 2 Sam 24,11 u. ö. | Gad, Prophet zur Zeit Davids                                            |
| Gaddi      | גַּדִּי gaddî                          | „[mein] Glück [ist Gott/JHWH]“ | Num 13,11         | Manassit, Sohn Susis, auch Gadi                                         |
| Gaddi      | Γαδδι Gaddi                        | „mein Glück“ | 1 Makk 2,2        | Beiname Johanans, des Sohnes des Mattatias                              |
| Gadi       | גַּדִּי gaddî                          | „[mein] Glück [ist Gott/JHWH]“ | Num 13,11         | Kundschafter, Manassiter, Sohn Susis, auch Gaddi                        |
| Gadi       | גָּדִי gādî                           | „[mein] Glück [ist Gott/JHWH]“ | 2 Kön 15,14.17    | Vater von Menahem                                                       |
| Gadiël     | גַּדִּיאֵל gaddîʾēl                     | „[mein] Glück ist Gott“ | Num 13,10         | Kundschafter, Sebuloniter, Sohn Sodis                                   |
| Gaham      | גַּחַם gaḥam                          | vllt. „Feuer“ | Gen 22,24         | Sohn Nahors und Rëumas                                                  |
| Gahar      | גַּחַר gaḥar                          | umstritten | Esr 2,47 u. ö.    | Familienoberhaupt                                                       |
| Gaius      | Γάϊος Gáïos                        | unbekannt | Apg 19,29         | Begleiter des Paulus, Mazedonier                                        |
| Gaius      | Γάϊος Gáïos                        | unbekannt | Röm 16,23         | Grüßender im Römerbrief                                                 |
| Gaius      | Γάϊος Gáïos                        | unbekannt | 1 Kor 1,14        | von Paulus Getaufter                                                    |
| Gaius      | Γάϊος Gáïos                        | unbekannt | 3 Joh 1           | Empfänger des 3. Johannesbriefes                                        |
| Galal      | גָּלָל gālål                          | „er rollte“, „Schildkröte“, „Tür“                                                                                                 | 1 Chr 9,15        | Levit                                                                   |
| Galal      | גָּלָל gālål                          | „er rollte“, „Schildkröte“, „Tür“                                                                                                 | 1 Chr 9,16 u. ö.  | Levit                                                                   |
| Gallio     | Γαλλίων Gallíōn                    | unbekannt | Apg 18,12 u. ö.   | Prokonsul von Achaia                                                    |
| Gamliël    | גַּמְלִיאֵל gamlîʾēl                    | „Gott hat vollbracht“, „Gott erweist“                                                                                             | Num 1,10 u. ö.    | Manassiter, Befehlshaber, Sohn Pedazurs                                 |
| Gamaliël   | Γαμαλιήλ Gamaliēl                  | „Gott hat vollbracht“, „Gott erweist“                                                                                             | Apg 5,34 u. ö.    | Pharisäer, angesehener Gesetzeslehrer, Lehrer des Paulus                |
| Gamul      | גָּמוּל gāmūl                         | „er hat vollbracht“, „er hat erwiesen“                                                                                            | 1 Chr 24,17       | Priester                                                                |
| Gareb      | גָּרֵב gārēḇ                          | „krätzig“, „aussätzig“ | 2 Sam 23,38 u.ö.  | Söldner Davids                                                          |
| Gases      | גָּזֵז gāzēz                          | „er schert“, „Schafschur“ | 1 Chr 2,46        | Sohn Kalebs                                                             |
| Gassam     | גַּזָּם gāzzåm                         | vllt. „abschneiden“ oder „Heuschrecke“                                                                                            | Esr 2,48 u.ö.     | Tempelsklave                                                            |
| Gatam      | גַּעְתָּם gaʿtām                        | „ihr Brüllen“ | Gen 36,11 u. ö.   | Sohn des Elifas, Enkel Esaus                                            |
| Geber      | גֶּבֶר gæḇær                          | „Mann Gottes“, „Starker Gottes“ oder „mein Mann ist Gott“, „mein Starker ist Gott“, „meine Stärke ist Gott“ oder „Gott ist stark“ | 1 Kön 4,13        | Vater eines Beamten Salomos                                             |
| Geber      | גֶּבֶר gæḇær                          | „Mann Gottes“, „Starker Gottes“ oder „mein Mann ist Gott“, „mein Starker ist Gott“, „meine Stärke ist Gott“ oder „Gott ist stark“ | 1 Kön 4,19        | Beamter Salomos, Sohn Uris                                              |
| Gedalja    | גְּדַלְיָהוּ gədaljāhū                   | „JHWH ist groß“, „JHWH hat sich als groß erwiesen“                                                                                | 1 Chr 25,3.9      | Sohn Jedutuns                                                           |
| Gedalja    | גְּדַלְיָהוּ gədaljāhū                   | „JHWH ist groß“, „JHWH hat sich als groß erwiesen“                                                                                | Jer 38,1          | Beamter Zedekias                                                        |
| Gedalja    | גְּדַלְיָהוּ gədaljāhū und גְּדַלְיָה gədaljâ | „JHWH ist groß“, „JHWH hat sich als groß erwiesen“                                                                                | 2 Kön 25,22 u. ö. | Statthalter in Mizpa, Sohn Ahikams                                      |
| Gedalja    | גְּדַלְיָה gədaljâ                      | „JHWH ist groß“, „JHWH hat sich als groß erwiesen“                                                                                | Esr 10,18         | Priester, Nachkomme Jeschuas, in Mischehe lebend                        |
| Gedalja    | גְּדַלְיָה gədaljâ                      | „JHWH ist groß“, „JHWH hat sich als groß erwiesen“                                                                                | Zef 1,1           | Sohn Amarjas, Vater Kuschis, Großvater Zefanjas                         |
| Gedor      | גְּדוֹר gədōr                         | „Einfriedung“ oder „Pockennarbig“                                                                                                 | 1 Chr 4,4         | Sohn Penuels, aus dem Stamm Juda                                        |
| Gedor      | גְּדוֹר gədōr                         | „Einfriedung“ oder „Pockennarbig“                                                                                                 | 1 Chr 4,18        | Sohn Jereds, aus dem Stamm Juda                                         |
| Gedor      | גְּדוֹר gədōr                         | „Einfriedung“ oder „Pockennarbig“                                                                                                 | 1 Chr 8,31 u. ö.  | Sohn Jëiëls und Maachas                                                 |
| Gehasi     | גֵּחֲזִי gēḥᵃzî und גֵּיחֲזִי gēḥᵃzî       | unbekannt, vllt. nach dem Gottesnamen „GḤḎ“ oder „glühen“ oder „Gazelle“                                                          | 2 Kön 4,12 u. ö.  | Diener Elischas                                                         |
| Gemalli    | גְּמַלִּי gəmallî                       | vllt. „Gott hat vollbracht“, „Gott erweist“                                                                                       | Num 13,12         | Daniter, Vater des Kundschafters Ammiël                                 |
| Gemarja    | גְּמַרְיָה gəmarjâ                      | „JHWH hat vollendet“ | Jer 29,3          | Höfling Zedekias                                                        |
| Gemarja    | גְּמַרְיָהוּ gəmarjāhū                   | „JHWH hat vollendet“ | Jer 36,10 u. ö.   | Sohn des Kanzers Schafan                                                |
| Genubat    | גְּנֻבַת gənuḇat                       | vllt. „stehlen“ oder „stammesfremd“                                                                                               | 1 Kön 11,20       | Sohn des Edomiters Hadad                                                |
| Gera       | גֵּרָא gērāʾ                          | „[Gott] wohnt [als Schutzbürger]“                                                                                                 | Gen 46,21         | Sohn Benjamins                                                          |
| Gera       | גֵּרָא gērāʾ                          | „[Gott] wohnt [als Schutzbürger]“                                                                                                 | Ri 3,15           | Vater Ehuds                                                             |
| Gera       | גֵּרָא gērāʾ                          | „[Gott] wohnt [als Schutzbürger]“                                                                                                 | 2 Sam 16,5        | Vater Schimis                                                           |
| Gera       | גֵּרָא gērāʾ                          | „[Gott] wohnt [als Schutzbürger]“                                                                                                 | 1 Chr 8,3         | Sohn Belas, Enkel Benjamins                                             |
| Gera       | גֵּרָא gērāʾ                          | „[Gott] wohnt [als Schutzbürger]“                                                                                                 | 1 Chr 8,5 u. ö.   | Nachkomme Benjamins, vllt. Enkel von Gera                               |
| Gera       | גֵּרָא gērāʾ                          | „[Gott] wohnt [als Schutzbürger]“                                                                                                 | 2 Sam 16,5 u. ö.  | Vater von Simei                                                         |
| Gerschom   | גֵּרְשֹׁם gēršōm und גֵּרְשׁוֹם gēršōm       | vllt. „vertreiben“, „aufwühlen“ oder „Glocke“, „Schelle“                                                                          | Ex 2,22 u. ö.     | Gerschom, Sohn Moses                                                    |
| Gerschom   | גֵּרְשֹׁם gēršōm und גֵּרְשׁוֹם gēršōm       | vllt. „vertreiben“, „aufwühlen“ oder „Glocke“, „Schelle“                                                                          | 1 Chr 6,1 u. ö.   | Sohn Levis, auch Gerschon                                               |
| Gerschom   | גֵּרְשֹׁם gēršōm und גֵּרְשׁוֹם gēršōm       | vllt. „vertreiben“, „aufwühlen“ oder „Glocke“, „Schelle“                                                                          | Esr 8,2           | Nachkomme von Pinhas                                                    |
| Gerschon   | גֵּרְשׁוֹן gēršōn                       | vllt. „vertreiben“, „aufwühlen“ oder „Glocke“, „Schelle“                                                                          | Gen 46,11 u. ö.   | Erstgeborener Sohn Levis, auch Gerschom                                 |
| Geschan    | גֵּישָׁן gēšån                         | unbekannt | 1 Chr 2,47        | Kalibbiter                                                              |
| Geschem    | גֶּשֶׁם gæšæm und גַּשְׁמוּ gašmū           | vllt. „[geboren zur Zeit des] Regens“ oder „der Araber“                                                                           | Neh 2,19 u. ö.    | Araber, auch Gaschmu                                                    |
| Geter      | גֶּתֶר gætær                          | „Furcht“ | Gen 10,23 u. ö.   | Sohn Arams, Nachkomme Noachs                                            |
| Gëuël      | גְּאוּאֵל gəʾūʾēl                      | „erhaben ist Gott“ | Num 13,15         | Kundschafter, Gaditer, Sohn Machis                                      |
| Gibea      | גִּבְעָא giḇʿāʾ                        | „Hügel“ | 1 Chr 2,49        | Sohn Schewas, Enkel Kalebs                                              |
| Gibeon     | גִּבְעוֹן giḇʿōn                       | „Hügelort“ | Neh 7,25          | Familienoberhaupt                                                       |
| Giddalti   | גִּדַּלְתִּי giddaltî                     | „groß werden lassen“, „mächtig machen“                                                                                            | 1 Chr 25,4.29     | Levit                                                                   |
| Giddel     | גִּדֵּל giddēl                         | „JHWH lässt groß werden“ | Esr 2,47 u. ö.    | Tempelsklave                                                            |
| Giddel     | גִּדֵּל giddēl                         | „JHWH lässt groß werden“ | Esr 2,56          | Nachkomme eines Sklaven Salomos                                         |
| Gideon     | גִּדְעוֹן gidʿōn                       | vllt. „schlagen“, „abschneiden“, „zerbrechen“ oder „junger Mann“                                                                  | Ri 6,11 u. ö.     | Richter                                                                 |
| Gidoni     | גִּדְעֹנִי gidʿōnî und גִּדְעוֹנִי gidʿōnî   | vllt. „schlagen“, „abschneiden“, „zerbrechen“ oder „junger Mann“                                                                  | Num 1,11 u. ö.    | Benjaminiter, Vater des Befehlshabers Abidan                            |
| Gilalai    | גִּלֲלַַי gilᵃlaj                       | „er rollte“, „Schildkröte“, „Tür“                                                                                                 | Neh 12,36         | Levit                                                                   |
| Gilead     | גִּלְעָד gilʿād                        | „raues Bergland“ | Num 26,29 u. ö.   | Sohn Machirs, Vater Hefers, aus dem Stamm Manasse                       |
| Ginneton   | גִּנְּתוֹן ginnətōn                     | vllt. „Gärtner“ | Neh 10,7          | Priester                                                                |
| Gischpa    | גִּשְׁפָּא gišpāʾ                        | „der hinzutritt“ | Neh 11,21         | Vorsteher der Tempelsklaven                                             |
| Gog        | גּוֹג gōg                            | vllt. „Halskette“ | 1 Chr 5,4         | Sohn Schemajas, Vater Schimis                                           |
| Goliat     | גָּלְיָת gåljāt                        | unbekannt, vllt. „Leibwächter“ | 1 Sam 17,4 u. ö.  | Vorkämpfer der Philister                                                |
| Gomer      | גֹּמֶר gōmær                          | „[JHWH] vollendet“, „[JHWH] ist ein Vollendender“                                                                                 | Gen 10,2 u. ö.    | Gomer, Sohn Jafets, Enkel Noachs, Vater des Aschkenas, Rifats, Togarmas |
| Gomer      | גֹּמֶר gōmær                          | „[JHWH] vollendet“, „[JHWH] ist ein Vollendender“                                                                                 | Hos 1,3           | Gomer, Frau Hoseas, Tochter Diblajims                                   |
| Guni       | גּוּנִי gūnî                          | Vogelart | Gen 46,24 u. ö    | Sohn Naftalis                                                           |
| Guni       | גּוּנִי gūnî                          | Vogelart | 1 Chr 5,15        | Gaditer                                                                 |